# Günter Hein
Günter Hein (* 11. November 1947 in Badersleben) ist ein deutscher Maler und Grafiker.

## Leben und Werk
Hein absolvierte nach Abschluss der 10. Klasse eine Lehre als Dekorationsmaler und arbeitete danach in diesem Beruf am Volkstheater Halberstadt. Von 1968 bis 1972 studierte er in der Fachschulabteilung für Theatermalerei an der Hochschule für Bildende Künste Dresden und von 1972 bis 1977 an der Hochschule bei Gerhard Kettner und Paul Michaelis Malerei und Grafik. Seitdem ist er freischaffend tätig, bis 1997 in Dresden und danach in Nentmannsdorf. Er war bis 1990 Mitglied im Verband Bildender Künstler der DDR.
Werke Heins befinden sich unter anderem  in der Dresdener Galerie Neue Meister, der Galerie Junge Kunst in Frankfurt/Oder, im Leipziger Museum der bildenden Künste und im Stadtmuseum Dresden.

## Werke (Auswahl)
- Straße in Dresden-Pieschen (Tafelbild, Öl; 1981; 1982/1983 ausgestellt auf der IX. Kunstausstellung der DDR)[2]
- Frau im Bett (Tafelbild, Öl; 1981; 1982/1983 ausgestellt auf der IX. Kunstausstellung der DDR)[2]
- Der ungehörte Prophet (Radierung, 1983)[3]
- Krieger vor Mutter mit Kind (Tafelbild, 1988; im Bestand der Dresdener Gemäldegalerie Neue Meister)[4]

## Einzelausstellungen (Auswahl)
- 1988 Dresden, Galerie Nord (Malerei, Grafik)
- 1988 Gadebusch, Galerie am Schlossberg
- 1988 Heringsdorf, Kunstpavillon (mit Wolfgang Kühne und Konrad Maaß)
- 1990 Kiel, Galerie am Alten Markt
- 1994 Dresden, Kulturetage Prohlis
- 1994 Dresden, Galerie Göbel
- 1994 Dresden, Medienzentrum der Kathedrale
- 2011 Dresden, Galerie Klinger („Drei aus Dresden“. Mit Wolfgang Kühne und Konrad Maaß)
- 2015 Dresden, Galerie Klinger (Malerei. Mit Konrad Maaß)
- 2017 Dresden, Galerie Kunstausstellung Kühl (Malerei und Grafik. Mit Helmut Heinze)